# Неумоев, Роман Владимирович
Роман Владимирович Неумоев (род. 17 октября 1963, город Верхняя Салда, Свердловская область) — российский панк-рок-музыкант, поэт, писатель и фотохудожник. Один из лидеров панк-рок-группы «Инструкция по выживанию». В 1987—1989 годах, вместе с Игорем Селивановым, был редактором тюменских самиздатовских журналов «Анархия» и «Сибирская язва». Ряд поэтических текстов приобрёл широкую популярность в исполнении группы «Гражданская оборона», в том числе, благодаря альбому «Инструкция по выживанию». 

## Биография
По образованию физик. С 1986 года занимается музыкальной деятельностью. С 1988 года проповедует в своём творчестве идеалы православного христианства, русского патриотизма и монархизма. 
В середине 1990-х годов был близок к организациям и идеологам национал-патриотического толка. Один из организаторов проектов «Рок к небу» и, вместе с Егором Летовым, «Русский прорыв». Был близок к проектам НБП. В 1994 году покинул «Русский прорыв» по идейным соображениям.
Из-за исполнения песни с названием «Убить жида» неоднократно ассоциировался с идеями антисемитизма. Несмотря на то, что сам Неумоев и люди его близко знающие давали его позиции противоречивую характеристику.  
В 2017 году был вызван для беседы сотрудниками Центра «Э», в связи с размещением на своей личной странице Вконтакте песни Тимура Муцураева, включенной в Федеральный список экстремистских материалов.
В беллетризованной форме пишет путевые заметки, некрологи и рецензии. Был колумнистом газеты «Завтра». Однако главное сочинение — мемуарная трилогия «Рок в Сибири», которая с 2003 года публиковалась в журнале «Топос».
Проживает в Печорах.

## Общественная позиция
Православный верующий. Называет себя русским националистом и монархистом. Последовательно критикует политику России в отношении Украины. С 2014 года активно высказывался против военной эскалации в отношении Украины и с прямой критикой Владимира Путина, вследствие чего считает, что находится под наблюдением спецслужб.

## Дискография

### Сольное творчество
| Год  | Название                                                     | Примечание                         |
| ---- | ------------------------------------------------------------ | ---------------------------------- |
| 1999 | Щёточки                                                      |                                    |
| 2008 | Солнечный крест                                              | Совместно с группой «Летучие рыбы» |
| 2008 | Звёзды не умирают                                            |                                    |
| 2019 | Роман Неумоев (Инструкция по выживанию) Акустика. 29.01.2012 |                                    |
| 2020 | Уникальные черновики. Том 4. Квартирник у Перца 27.01.2013   |                                    |